# 经济体系
经济体系，是社会上商品和服务的生产、资源分配和分配体系。它包含构成特定经济结构的各种制度、机构、实体、决策过程和消费模式。

## 定义
经济制度是一种社会制度。生产方式是一个相关的概念。所有经济体系都必须面对和解决四个基本经济问题：
1. 应该生产什么种类和数量的商品：这个基本的经济问题是基于定价理论的。在这种情况下，定价理论与面对稀缺资源的经济中资本品生产和消费品生产之间的经济决策有关。在这方面，基于人口年龄、性别、职业和地理分布对社会需求的批判性评估是非常中肯的。
2. 如何生产商品：如何生产商品的基本问题在很大程度上取决于所采用的成本最低的生产方法，这种生产方法在经济上决定了将要生产的商品和服务是否具有收益性。从广义上讲，可能的生产方法包括劳动密集型和资本密集型生产方法。
3. 产出将如何分配：当货物到达最终消费者手中时，生产即告完成。这个关于如何分配产出的基本问题寻求确定可能的最佳媒介，通过这种媒介，经济资源分配链中的瓶颈和障碍可以减少到最低限度，并优化消费者的满意度。
4. 何时生产：[2]消费者满意度部分是季节性分析的函数，因为需求和供应的力量与时间因素有很大关系。这个基本的经济问题需要深入研究时间动态和季节性变化与消费者需求的满意度。值得注意的是，这些根本问题的解决办法可以由经济制度的类型来决定。

对经济系统的研究包括这些不同的机构和机构如何相互联系，信息如何在它们之间流动，以及系统内的社会关系（包括产权和管理结构）。传统上，对经济制度的分析侧重于市场经济和计划经济之间的二分法和比较，以及资本主义和社会主义之间的区别。随后，经济系统的分类扩大到包括其他不符合传统二分法的主题和模型。
如今，在世界层面上占主导地位的经济组织形式是以市场为导向的混合经济。某些意识形态、政治制度和某些经济制度之间通常存在很强的相关性（例如，考虑“共产主义”一词的含义）。许多经济体系在不同领域相互重叠（例如，可以认为“混合经济”一词包括来自不同体系的要素）。还有各种相互排斥的层次分类。

## 类型
为了使经济令人满意地运行，必须回答几个基本问题。 例如，稀缺问题需要回答基本问题，例如生产什么、如何生产以及谁得到所生产的。 经济制度是回答这些基本问题的一种方式，不同的经济制度对这些问题的回答不同。 许多不同的目标可能被视为一个经济体的理想目标，例如效率、增长、自由和平等。
经济体系通常根据其生产资料的产权制度和占主导地位的资源配置机制来划分。将私有制与市场配置相结合的经济称为“市场资本主义”，将私有制与经济计划相结合的经济称为“指令资本主义”或“指导主义”。同样，将生产资料公有制或合作所有制与经济计划相结合的制度称为“社会主义计划经济”，将公有制或合作所有制与市场相结合的制度称为“市场社会主义”。一些观点建立在这一基本术语的基础上，将其他变量考虑在内，例如经济中的阶级进程。这导致一些经济学家根据工人阶级被党的领导层剥削的分析，将苏联经济归类为国家资本主义。这种观点不考虑名义所有权，而是考虑经济企业内部的组织形式。
常见的经济体制类型有：资源导向型经济、资本主义、共产主义、社会主义、计划经济、封建主义、国家主义、水力帝国、市场经济、重商主义、互惠主义、散财宴、参与型经济、工人自治、混合经济、乔治主义、美国学派、指导主义、日本模式、北欧模式、社团主义、社会市场经济、新经济政策、国家资本主义、社会主义市场经济、礼物经济、以物易物、后稀缺、佛教经济学、伊斯兰经济、分产主义、奴隶制度与雇佣劳动、循環經濟、集聚经济、数字经济、绿色经济、信息经济、知识经济、自然经济、虚拟经济等。

## 延伸阅读
- Richard Bonney (1995), Economic Systems and State Finance, 680 pp.
- David W. Conklin (1991), Comparative Economic Systems, Cambridge University Press, 427 pp.
- George Sylvester Counts (1970), Bolshevism, Fascism, and Capitalism: An Account of the Three Economic Systems.
- Robert L. Heilbroner and Peter J. Boettke (2007). "Economic Systems". The New Encyclopædia Britannica, v. 17, pp. 908–915.
- Harold Glenn Moulton, Financial Organization and the Economic System, 515 pp.
- Jacques Jacobus Polak (2003), An International Economic System, 179 pp.
- Frederic L. Pryor (1996), Economic Evolution and Structure, 384 pp.
- Frederic L. Pryor (2005), Economic Systems of Foraging, Agricultural, and Industrial Societies, 332 pp.
- Graeme Snooks (1999), Global Transition: A General Theory, PalgraveMacmillan, 395 pp.